# 1862 az irodalomban
Az 1862. év az irodalomban.

## Megjelent új művek

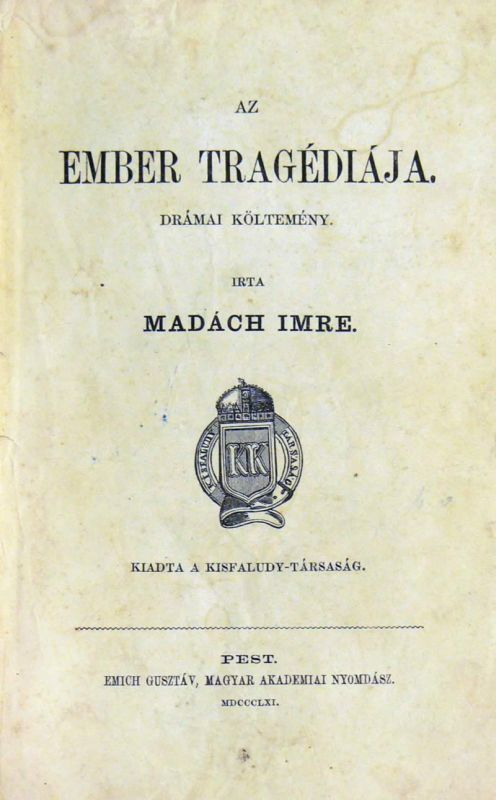
Az ember tragédiája

- Camilo Castelo Branco portugál író regénye: Amor de Perdição (Végzetes szerelem)
- Wilkie Collins angol regényíró: No name
- Gustave Flaubert:Szalambo (Salammbô), kisregény
- Victor Hugo monumentális regénye: A nyomorultak (Les Misérables)
- Fjodor Mihajlovics Dosztojevszkij: a Feljegyzések a holtak házából (Записки из Мёртвого дома) további fejezetei (1861–1862)[1]
- Ivan Turgenyev legismertebb regénye: Apák és fiúk (Отцы и дети)
- John Ruskin angol esztéta: Unto This Last („az utolsónak is annyit, mint neked…”) című társadalomkritikai műve[2]

### Költészet
- Ján Botto szlovák költő: Smrť Jánošíkova (Jánošík halála); a hirhedt betyár, Juraj Jánošíkról szóló elbeszélő költemény[3]
- Leconte de Lisle második versgyűjteménye: Poèmes barbares (Barbár költemények)
- Cyprian Kamil Norwid lengyel költő, író – életében egyetlen megjelent – verseskötete: Poezje (Költemények)
- George Meredith angol író, költő: Modern Love (Modern szerelem), szonettsorozatokból álló verses regény[4]
- Christina Rossetti angol költőnő „a föld misztériumát éneklő, meseszerű” költeménye: Goblin Market[5]
- Jules Verne regénye: Öt hét léghajón

### Dráma
- Oroszországban először jelenik meg Alekszandr Szergejevics Gribojedov 1824-ben elkészült vígjátéka, Az ész bajjal jár teljes szövege (az író életében sem kinyomtatását, sem bemutatását nem engedélyezték)[6]

### Magyar nyelven

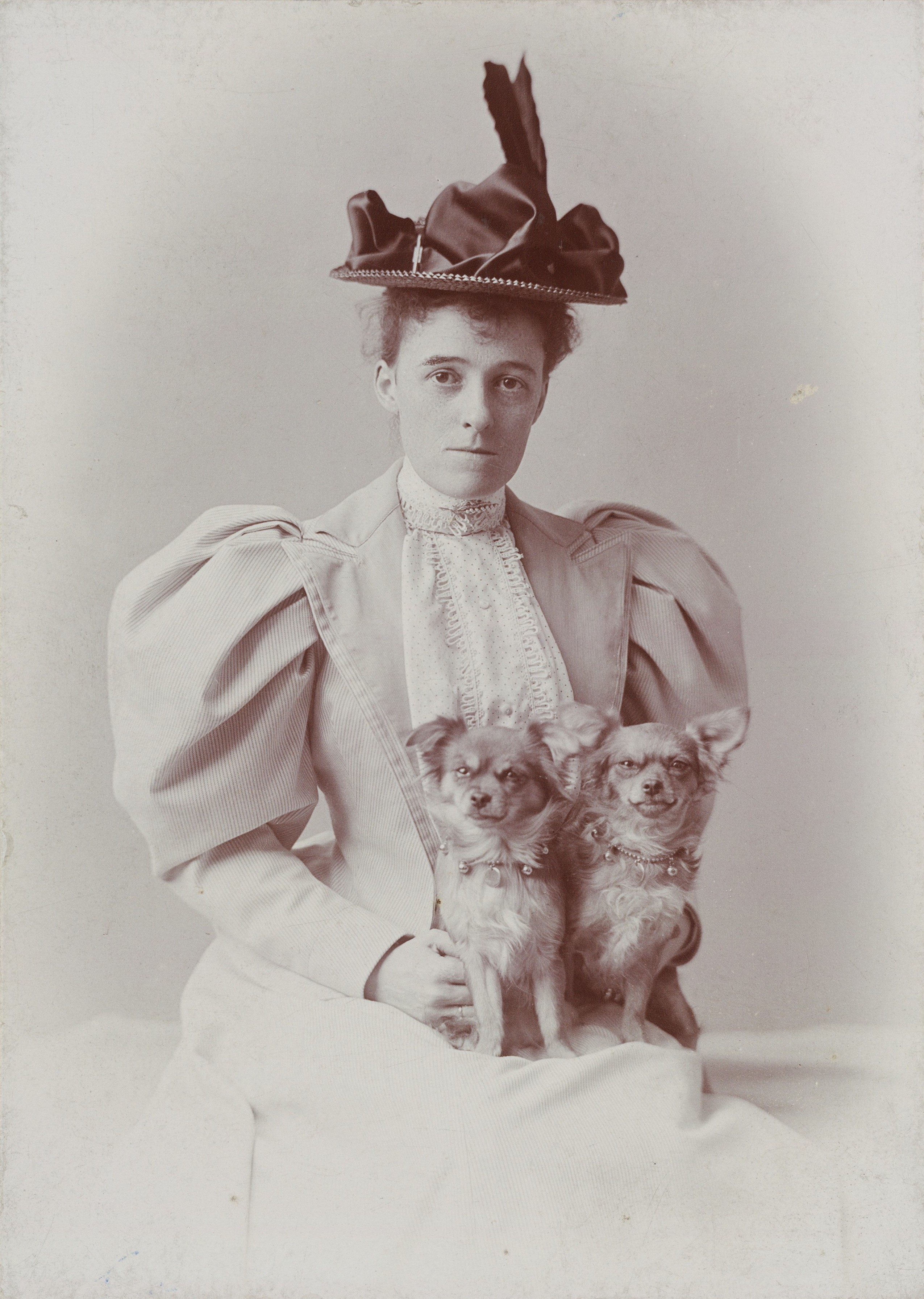
Edith Wharton

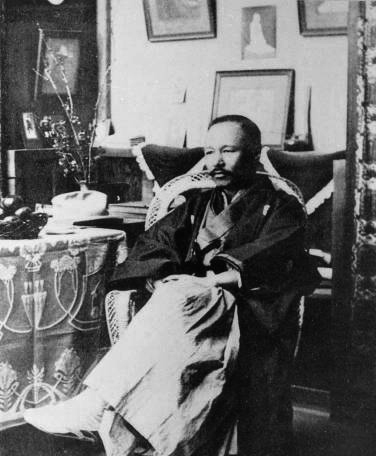
Mori Ógai

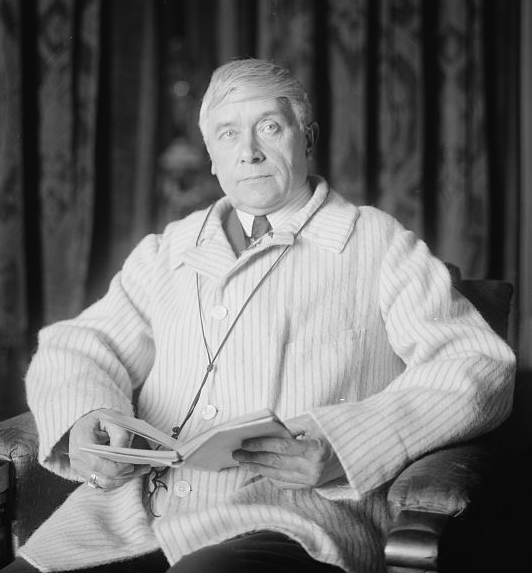
Maurice Maeterlinck

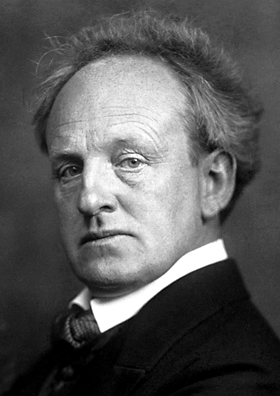
Gerhart Hauptmann

- Arany László népmesegyűjteménye: Eredeti népmesék
- Kemény Zsigmond regénye: Zord idő (három kötet; első részét a Budapesti Szemle 1857. évfolyama közölte)
- január 12-én megjelenik (a címlapon 1861-es dátummal) Madách Imre drámai költeménye, Az ember tragédiája[7]
- Szász Károly két műfordítás-kötete:
  - Gyöngyvirágok
  - A századok legendájából, Victor Hugo után
- Vajda János Arisztidesz álnéven kiadott két politikai röpirata: Önbírálat és Polgárosodás

## Születések
- január 24. – Edith Wharton Pulitzer-díjas amerikai regényíró, novellaíró († 1937)
- február 17. – Mori Ógai, a Meidzsi-kor egyik legnevesebb japán írója († 1922)
- május 15. – Arthur Schnitzler osztrák drámaíró († 1931)
- június 29. – Radó Antal író, költő, műfordító, irodalomtörténész († 1944)
- augusztus 21. – Emilio Salgari olasz kalandregényíró, fekete kalóz regénysorozatok szerzője († 1911)
- augusztus 29. – Maurice Maeterlinck irodalmi Nobel-díjas (1911) belga flamand származású francia nyelvű költő, esszé- és drámaíró († 1949)
- szeptember 11. – O. Henry (William Sydney Porter) amerikai író († 1910)
- november 15. – Gerhart Hauptmann irodalmi Nobel-díjas (1912) német költő, író, drámaíró, († 1946)
- december 8. – Georges Feydeau francia színműíró († 1921)
- december 14. – Szemjon Jakovlevics Nadszon orosz költő († 1887)

## Halálozások
- február 24. – Bernhard Severin Ingemann dán író, költő (* 1789)
- május 6. – Henry David Thoreau amerikai író, filozófus (* 1817)
- május 25. – Johann Nestroy népszerű osztrák komédiás, vígjátékíró (* 1801)
- november 13. – Ludwig Uhland német költő, irodalomtörténész (* 1787)
- december 1. – Agustín Durán író, spanyol kritikus, irodalomtörténész (* 1789)